# Ernst Heinrich Friedrich Meyer
Dr. Prof. Ernst Heinrich Friedrich Meyer (Ernst Meyer) (* 1 de enero de 1791, Hanover - 7 de agosto de 1858, Königsberg, Prusia fue un botánico y médico alemán.
Este médico comenzó su carrera siendo aspirante a profesor universitario ("Privatdozent") de botánica en Gotinga antes de ser profesor asistente en Königsberg, a partir de 1826. Y también Director de su Jardín botánico. En 1829 ya es profesor titular.
Se especializó en Juncaceae, y publica una historia de la botánica en cuatro volúmenes, de 1854 a 1857, Geschichte der Botanik.

## Algunas obras
- 1822, Synopsis Juncorum
- 1823, Synopsis Luzularum
- 1830, De plantis labradoricis libri tres
- 1835, 1837, Comentarii de plantis Africae australis
- 1839, Preußens Pflanzengattungen
- 1854-1857, Geschichte der Botanik, Bornträger Verlag, Königsberg - Übersetzung mit einem Vorwort von Frans Verdoorn: Verlag A. Asher, Ámsterdam 1965.[1]

- La abreviatura «E.Mey.» se emplea para indicar a Ernst Heinrich Friedrich Meyer como autoridad en la descripción y clasificación científica de los vegetales.[2]

## Honores
La suculenta Brachystelma meyerianum Schltr. y la gramínea Eriochloa meyerianum Kuntze se nombran en su honor.

## Fuente
- Stafleu, F.A. Review: Meyer's Geschichte der Botanik. Taxon, Vol. 16, N.º 2 (abr 1967), pp. 135-137